# Эмануэльссон, Руне
Руне Эмануэльссон (швед. Rune Emanuelsson; 8 октября 1923, Гётеборг — 21 марта 1993) — шведский футболист, левый полузащитник.

## Карьера
Руне Эмануэльссон — воспитанник клуба «Гётеборг». Осенью 1942 года он дебютировал в основном составе клуба. Эмануэльссон выступал за команду до 1955 года, проведя, в общей сложности 395 матчей, из которых 210 в чемпионате страны, и забил 22 гола. В 1956 году он стал тренером команды.
В составе сборной Швеции Эмануэльссон дебютировал 25 ноября 1945 года в матче с Швейцарией, в котором его команда проиграла 0:3. В 1948 году Эмануэльссон поехал на Олимпиаду, на которой его команды выиграла золотую медаль, но сам на поле не выходил. Всего за национальную команду Руне провёл 13 встреч.